# Circo Massimo (metropolitana di Roma)
Circo Massimo è una stazione della linea B della metropolitana di Roma.

## Storia
Fino al 2002 nelle vicinanze della stazione si trovava la stele di Axum.

## Servizi
- Biglietteria automatica
- Servizi igienici